# Ostracon de Saqqarah
L'ostracon de Saqqarah est un artéfact en calcaire découvert en Égypte dans la nécropole du complexe funéraire de Djéser à Saqqarah, remontant à la période de Djéser. 

## Découverte

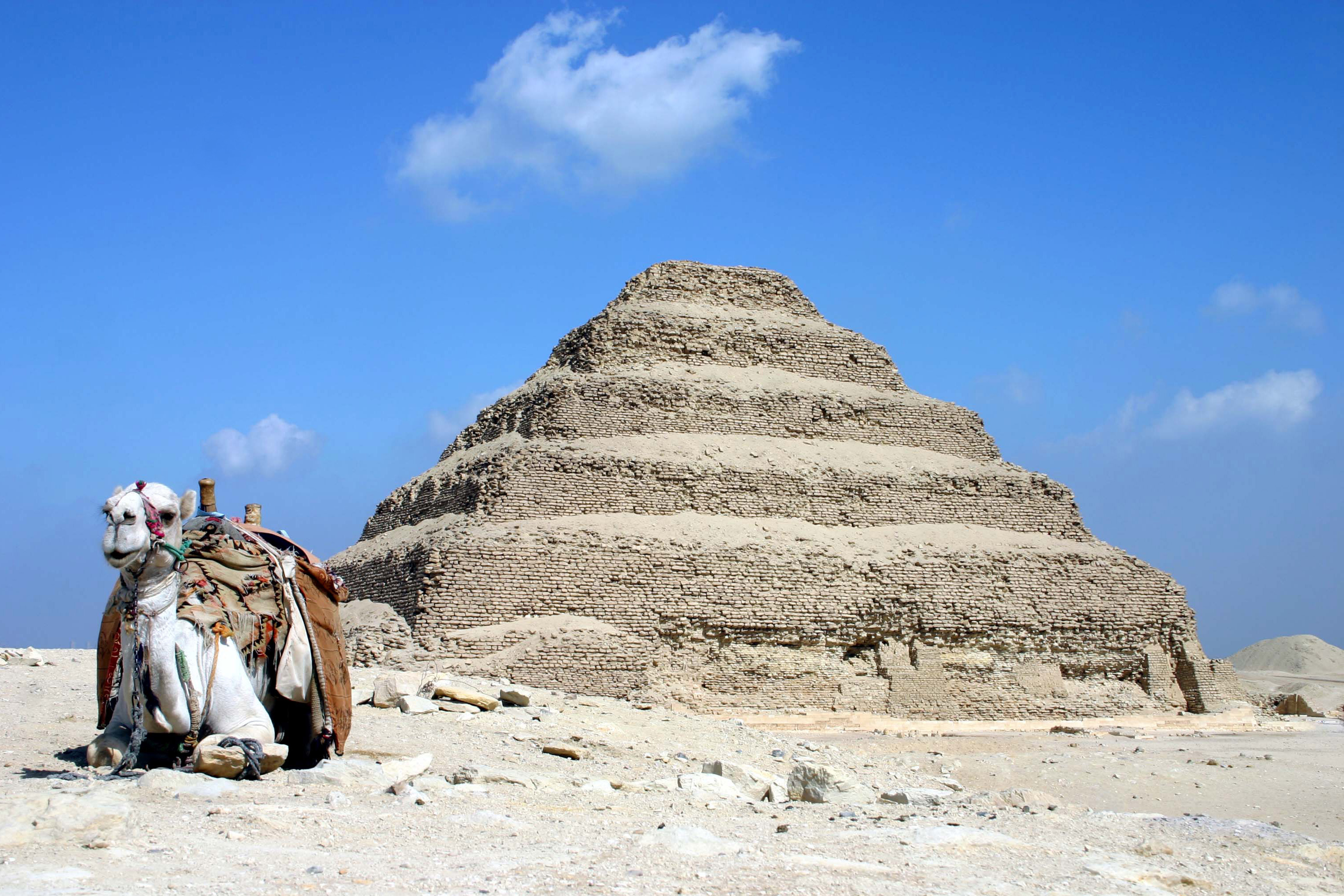
Pyramide de Djéser, où l'ostracon a été découvert

Cet ostracon a été trouvé vers 1925, à Saqqarah.

## Description
Il s'agit d'un éclat de pierre apparemment complet en calcaire. Il mesure 15 × 17,5 × 5 cm. À quelques endroits, de petites portions de la surface semblent avoir été écaillées.
Sur l'ostracon sont mentionnées plusieurs unités de mesure :
| sw | t · D42 |

| sw | t · D42 |

| D48 |

| D48 |

| D50 |

| D50 |